# Хандоян, Араик Езникович
Араик Хандоян Езникович (прозвище: Одинокий Волк), участник Первой карабахской войны, майор запаса Вооружённых Сил РА, общественный и политический деятель, член организации «Учредительный парламент», Освободительной группы «Сасна црер».

## Ранний период жизни
Араик Хандоян родился 19 апреля 1971 г. у супруг Хендо (паспортное имя: Езник) и Риммы Хандоян, в селе Цахкаовит Арагацотнской области.

## Военная деятельность
Военная карьера Араика Хандояна началась в 1988 году, когда ему было еще 17 лет, он закупал оружия и боеприпасы на советской военной базе, близ села Цахкаовит, для обеспечения армянских добровольческих отрядов.
В 1989 году был призван в Вооружённые Силы СССР, но в 1990 после каникул так и не вернулся в место службы.
Причиной ухода из Советской Армии стала эскалация Первой карабахской войны. В том же году Араик Хандоян уехал в НКР и присоединился к добровольческому движению самообороны, где получил прозвище «Одинокий Волк». Трое его братьев, Арарат, Артур и Хунан, также принимали участие в Карабахской войне. Армен Хандоян не смог принять участие в войне из-за проблем со здоровьем.
Хунан Хандоян погиб во время войны.
После прекращения огня в 1994 г. Араик Хандоян и его братья, Арарат и Артур, продолжили службу в ВС РА.

## Семья
У Араика была многодетная семья. Родители — Хендо и Римма Хандоян. У него было 4 брата (Армен, Арарат, Артур, Хунан), трое из которых вместе с ним участвовали в Карабахском движении и Карабахской войне. Из-за болезни его средний брат, Армен, не смог принять участие в войне. У Араика Хандояна есть пятеро детей.

## Политическая деятельность

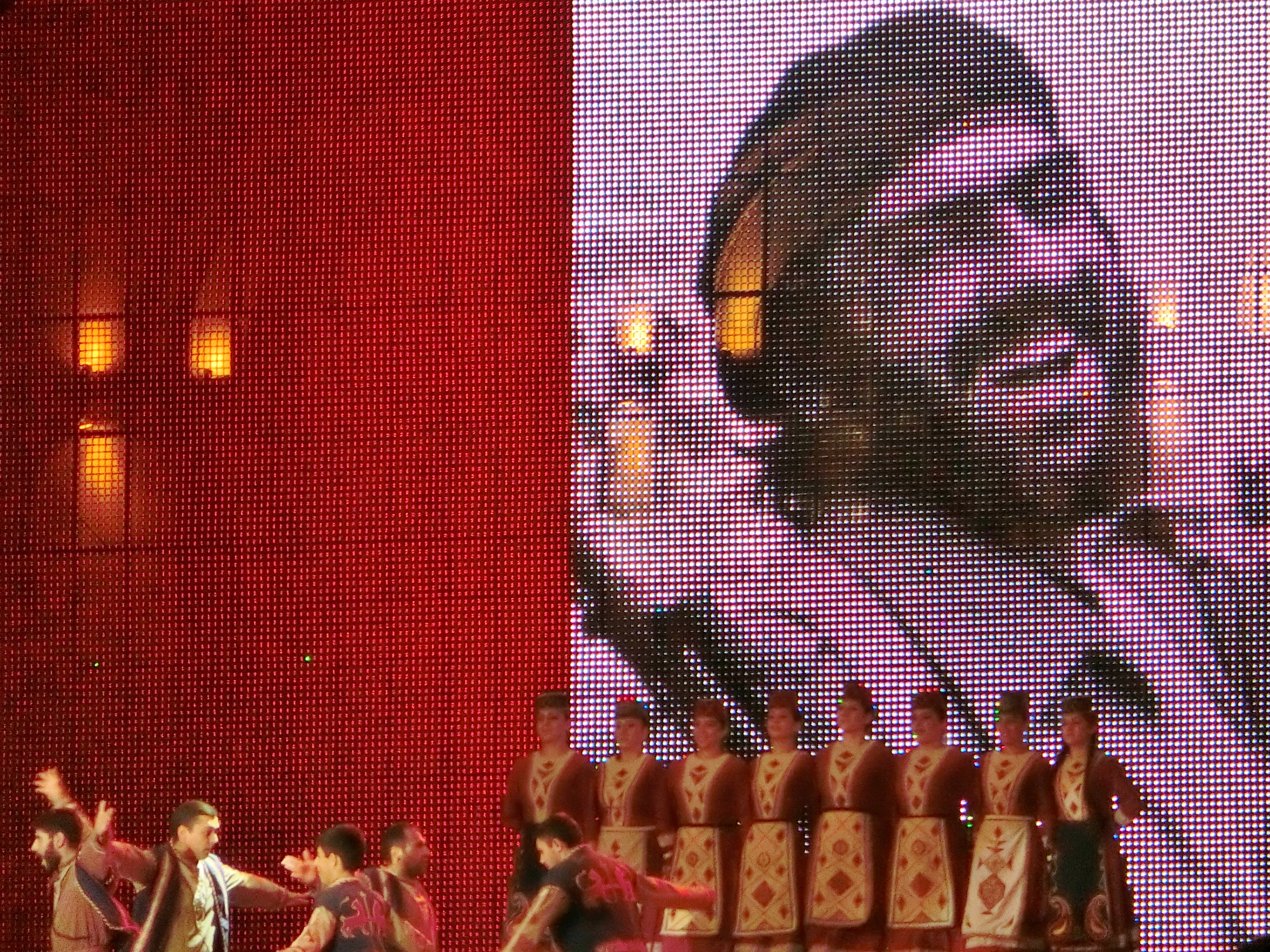
Фото Араика Хандояна во время празднования Дня Независимости Армении (2014 г.)

В Армении он выступал с многочисленными политическими призывами преодолеть серьезные социально-экономические, демографические и политические проблемы в непризнанной Нагорно-карабахской республике, сохранить целостность НКР, а затем присоединился к движениям, основанным Жирайром Сефиляном, командиром особого Шушинского батальона, который участвовал в Карабахской войне. Он является членом организации «Учредительное собрание». Выступал на митингах, участвовал в политических маршах, выступал с призывами через пресс-конференции.
Араик Хандоян неоднократно подвергался преследованиям за свою активную политическую позицию, вплоть до ареста, где получил внутренние травмы, что впоследствии послужило причиной смерти.

### 100 лет без режима
31 января 2015 года Араик Хандоян ехал в НКР с около 150 участниками инициативы «100 лет без режима» и их семьями. На Лачынском участке автодороги Горис — Степанакерт, был избит . Представители власти, совершившие это преступление, до сих пор остаются безнаказанными.

## Захват полка Службы государственной охраны
Араик Хандоян в составе освободительной группы «Сасна Црер», участвовал в вооружённом захвате Ереванского полка Службы госохраны.
В 2016 г. 31 июля, когда группа добровольно сдалась правоохранительным органам, Араик Хандоян был арестован вместе с другими участниками. Ему, как и другим членам группы, было предъявлено обвинение по ч. 1 ст. 218 ч. 3 УК РА (захват заложника) и ч. 3 ст. 235 (незаконное приобретение, сбыт, хранение, перевозка оружия и боеприпасов).

## Арест
Араик Хандоян был арестован в 2016 г. 31 июля, когда группа добровольно сдалась правоохранительным органам. Проведя около двух лет в тюрьме, его регулярно жестоко пытали. Больше всего освещается в СМИ случай 2017 года 28 июня, тогда Араик был жестоко избит 10-15 сотрудниками милиции в подвале суда Аван и Нор Норк. Этот случай считается местью Араику по заказу властей.
Араик Хандоян смог изменить решение суда в 2018 г. и был освобожден 17 августа, через три месяца после Бархатной «революции».

## Награды
11 марта 2015 г. Араик Хандоян в знак протеста против политики, проводимой властями НКР и Армении, отказался от своих боевых медалей: «Медали Мужества» НКР и РА, «Награда за боевые заслуги», «Зоравар Андраник», «Маршал Баграмян» и др.
Однако в 2018 г. После народной «революции» все награды были возвращены.

## Кончина

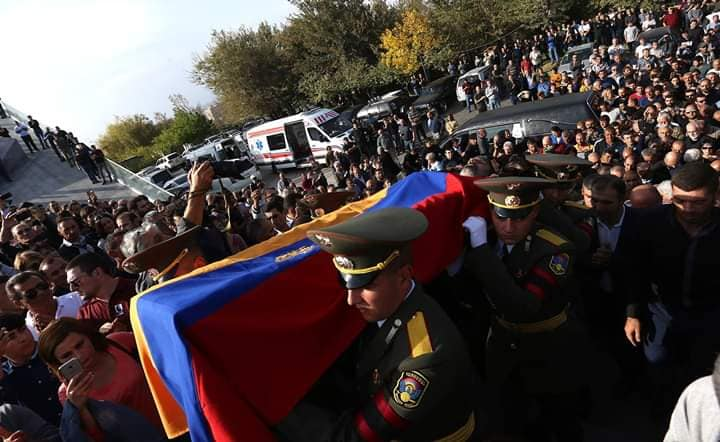
Похороны Араика Хандояна

Араик Хандоян скончался 9 октября 2018 года от сердечного приступа[прояснить].

### Похороны
Похороны Араика Хандояна состоялись 14 октября на пантеоне Ераблур. На похоронах присутствовали военные друзья Араика Хандояна, партийные лидеры, многочисленные культурные и политические деятели. Премьер-министр РА Никол Пашинян направил слова соболезнования родным Араика Хандояна, однако на похороны не явился.